# Сабадаш (село)
Сабада́ш (укр. Сабадаш) — село в Жашковском районе Черкасской области Украины.
Село расположено в западной части Черкасской области, к югу от районного центра, на реке Горный Тикич.
Население по переписи 2001 года составляло 613 человек. 

## Местный совет
Село Сабадаш является административным центром Сабадашского сельского совета.
Адрес местного совета: 19231, Черкасская обл., Жашковский р-н, с. Сабадаш.

## Галерея

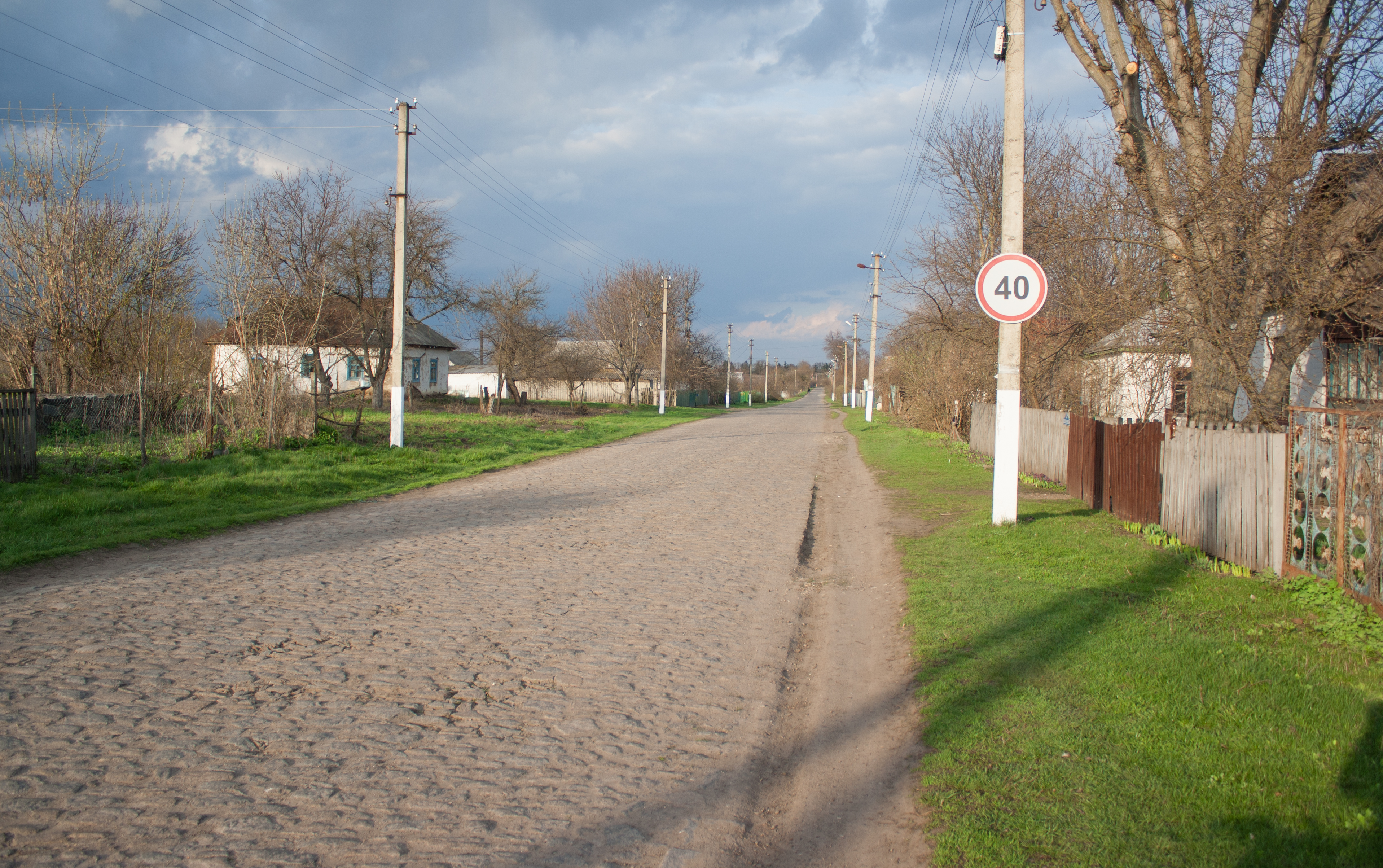
На улице села
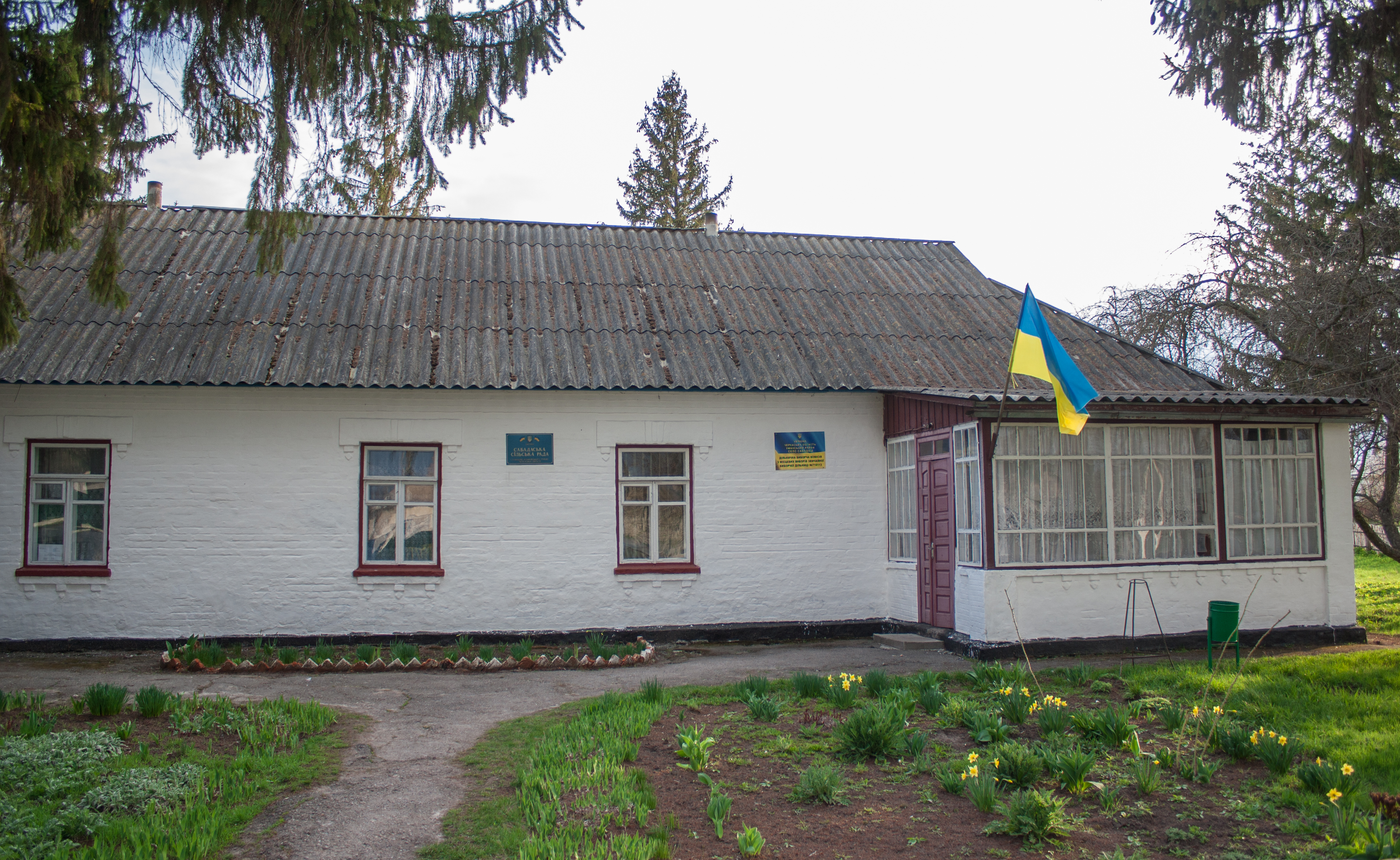
Сельский совет
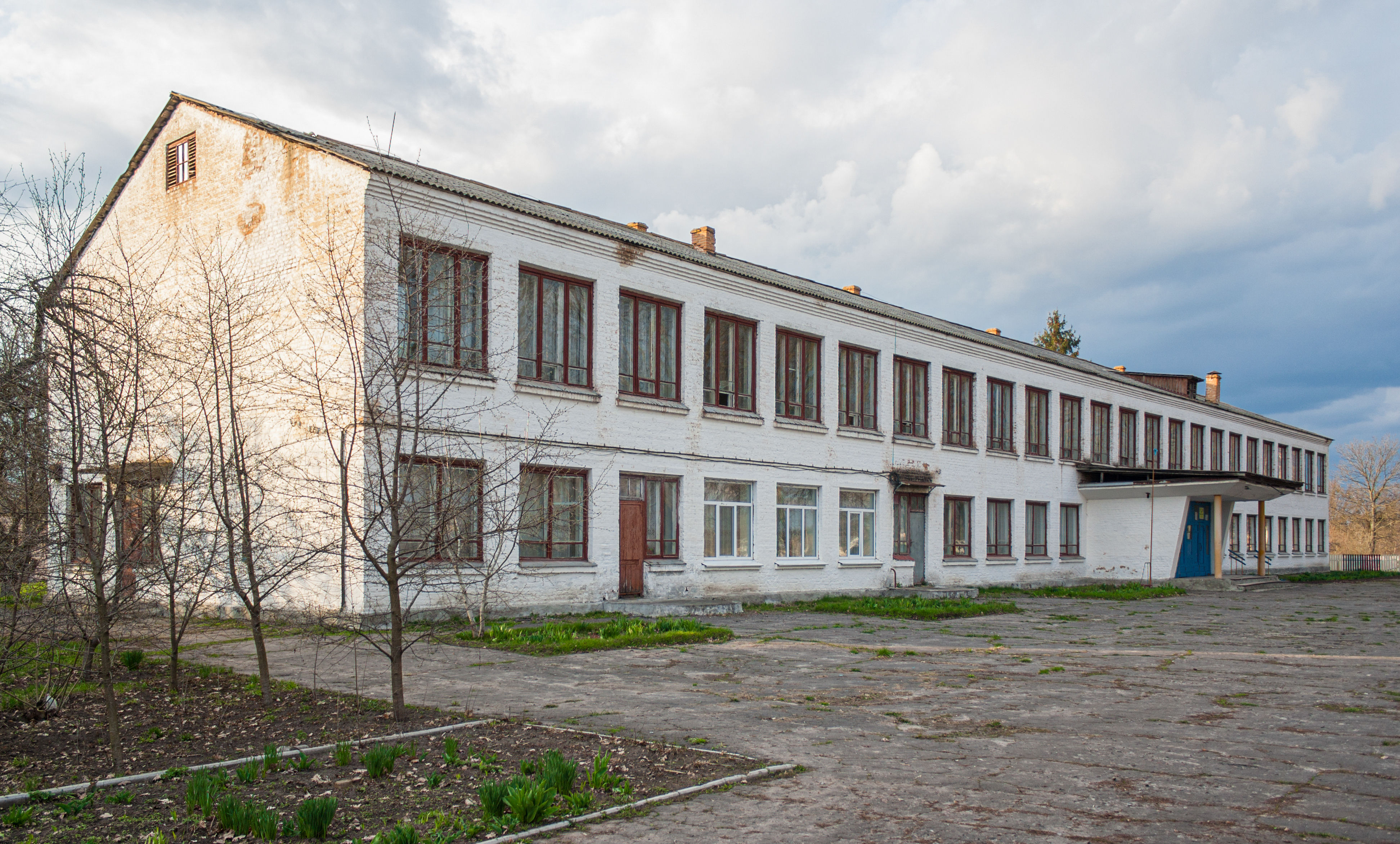
Школа
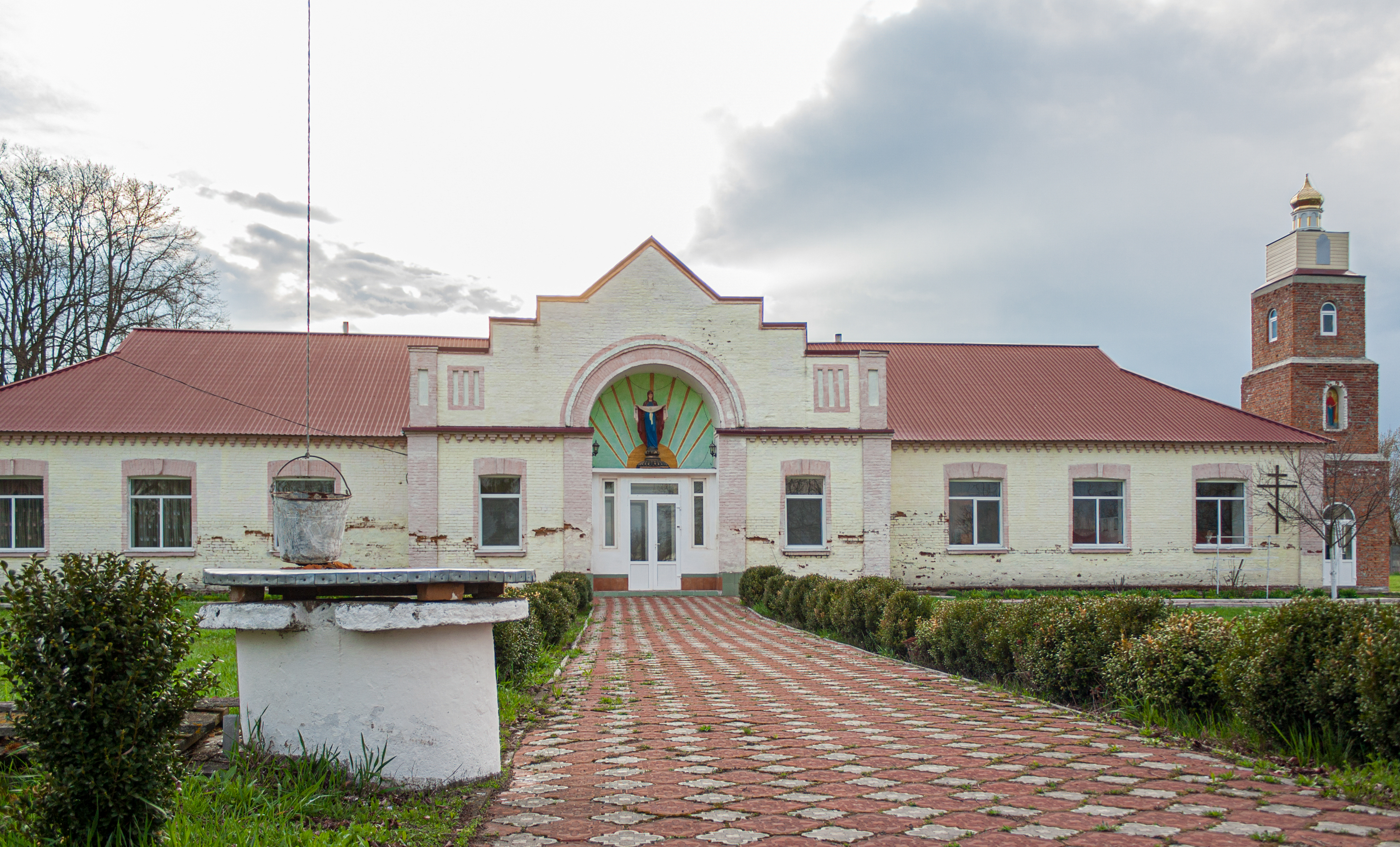
Церковь
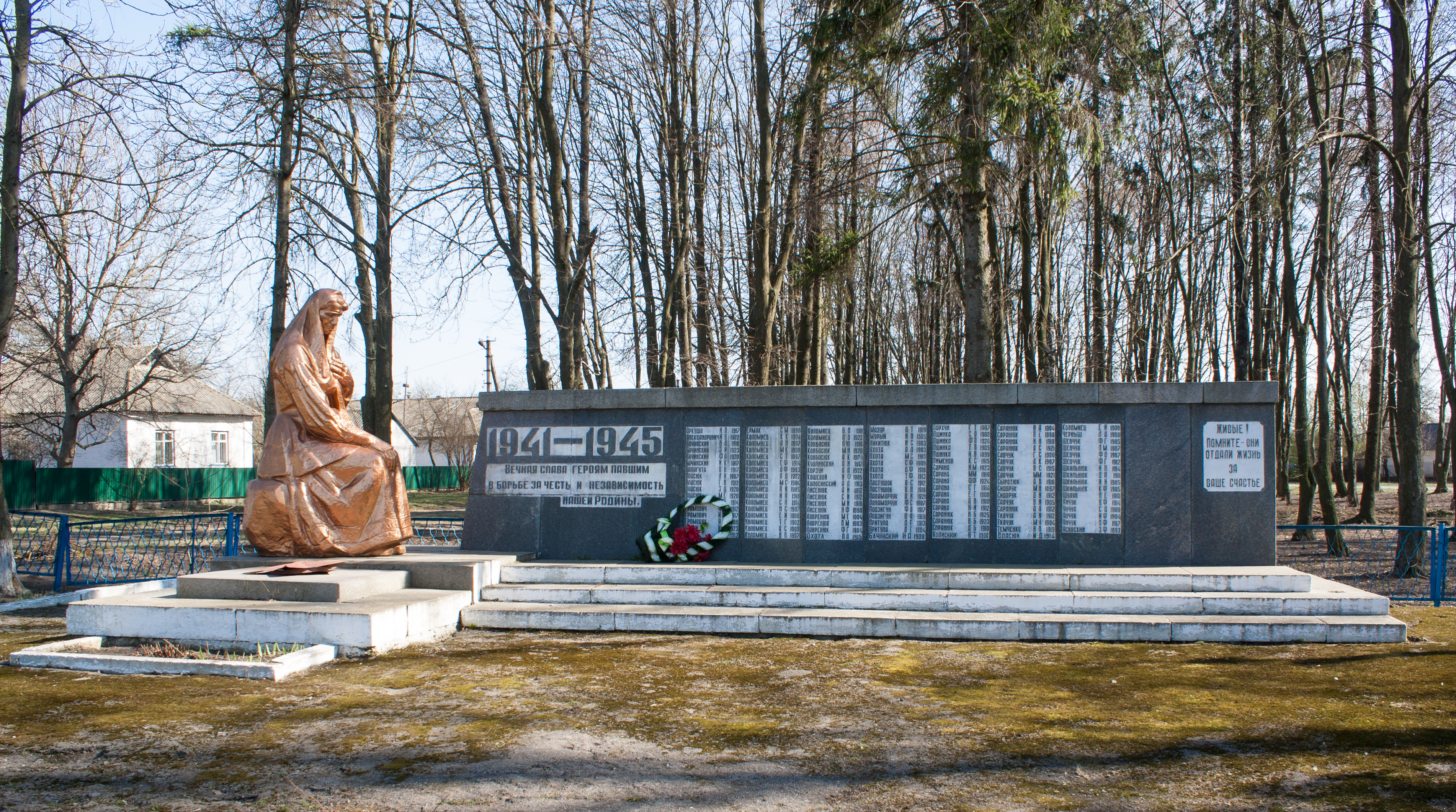
Памятник воинам-односельчанам